# Равське Розточчя
Регіона́льний ландша́фтний парк «Ра́вське Розто́ччя» — об'єкт природно-заповідного фонду Львівської області. Розташований у західній частині Львівської області, на північно-східних схилах горбистого пасма Розточчя. Ландшафтний парк створений у межах двох адміністративних районів — Жовківського і Яворівського, він простягається на понад 30 км із заходу на схід, його максимальна ширина — бл. 10 км. 
На заході парк прилягає до кордону з Польщею, на півдні межує з територією Яворівського полігону, на південному сході — з Яворівським національним природним парком. 
Ландшафтний парк «Равське Розточчя» також є частиною проектованого міжнародного українсько-польського біосферного резервату «Розточчя», створюваного задля збереження цінних природних та історико-культурних комплексів та об'єктів.

## Ландшафт
Парк «Равське Розточчя» розташований на Равському, Дубровицькому, Верхньоверещицькому, Яновському ландшафтах. Територія поділена долинами річок і потоків, характеризується пологосхилими поверхнями, супіщаними ґрунтами. На міжландшафтних переходах поширені розчленовані ярами локальні підняття заввишки 370–400 метрів над рівнем моря. Найпоширенішим видом місцевостей парку є пологосхилі горбогір'я.

### Території природно-заповідного фонду у складі РЛП «Равське Розточчя»
Нерідко, оголошенню національного парку або заповідника передує створення одного або кількох об'єктів природно-заповідного фонду місцевого значення. В результаті, великий РЛП фактично поглинає раніше створені ПЗФ. Проте їхній статус зазвичай зберігають. 
До складу території регіонального ландшафтного парку «Равське Розточчя» входять такі об'єкти ПЗФ України: 
- Гідрологічний заказник загальнодержавного значення «Потелецький».

## Флора
Серед лісової рослинності найбільшу площу займають букові ліси, дещо меншу дубово-соснові, потім — буково-соснові та буково-грабові деревостани. Ще менші площі займають соснові, вільхові, грабово-букові та дубові ліси. У складі букових лісів трапляються також ялина звичайна та ялиця біла. 
Однією з причин створення у цьому місці ландшафтного парку було збереження у природі типових соснових, букових, унікальних сосново-дубово-букових природних лісів, лучних, болотних об'єктів. 
На території парку зростає багато видів трав'янистих рослин гірськокарпатського типу, що потрапляють сюди через горбисте пасмо Розточчя. Суто болотна рослинність збереглась лише на невеличких ділянках у заторфованих улоговинах. На території парку зростають Червонокнижні види рослин, зокрема: баранець звичайний, плаун колючий, лілія лісова, підсніжник білосніжний, любка дволиста і зеленоквіткова, гніздівка звичайна, венерині черевички, пальчатокорінники.

## Фауна
Тваринний світ ландшафтного парку «Равське Розточчя» представлений багатьма видами. 
Серед ссавців, зокрема, відмічені: сарна європейська, свиня дика, лисиця звичайна, ондатра звичайна, куниця кам'яна, борсук європейський, пергач пізній, вивірка звичайна. 
Загалом тут можна побачити представників усіх класів хребетних, яких налічується більше 170 видів, серед них за видовим складом переважають птахи. Серед таких — лелека чорний, змієїд, орлан-білохвіст. 

## Рекреація
На прилеглих до парку теренах розташовані відомі рекреаційно-лікувальні центри — курорти «Шкло» і «Немирів», їхні пансіонати й бази відпочинку.

## Галерея

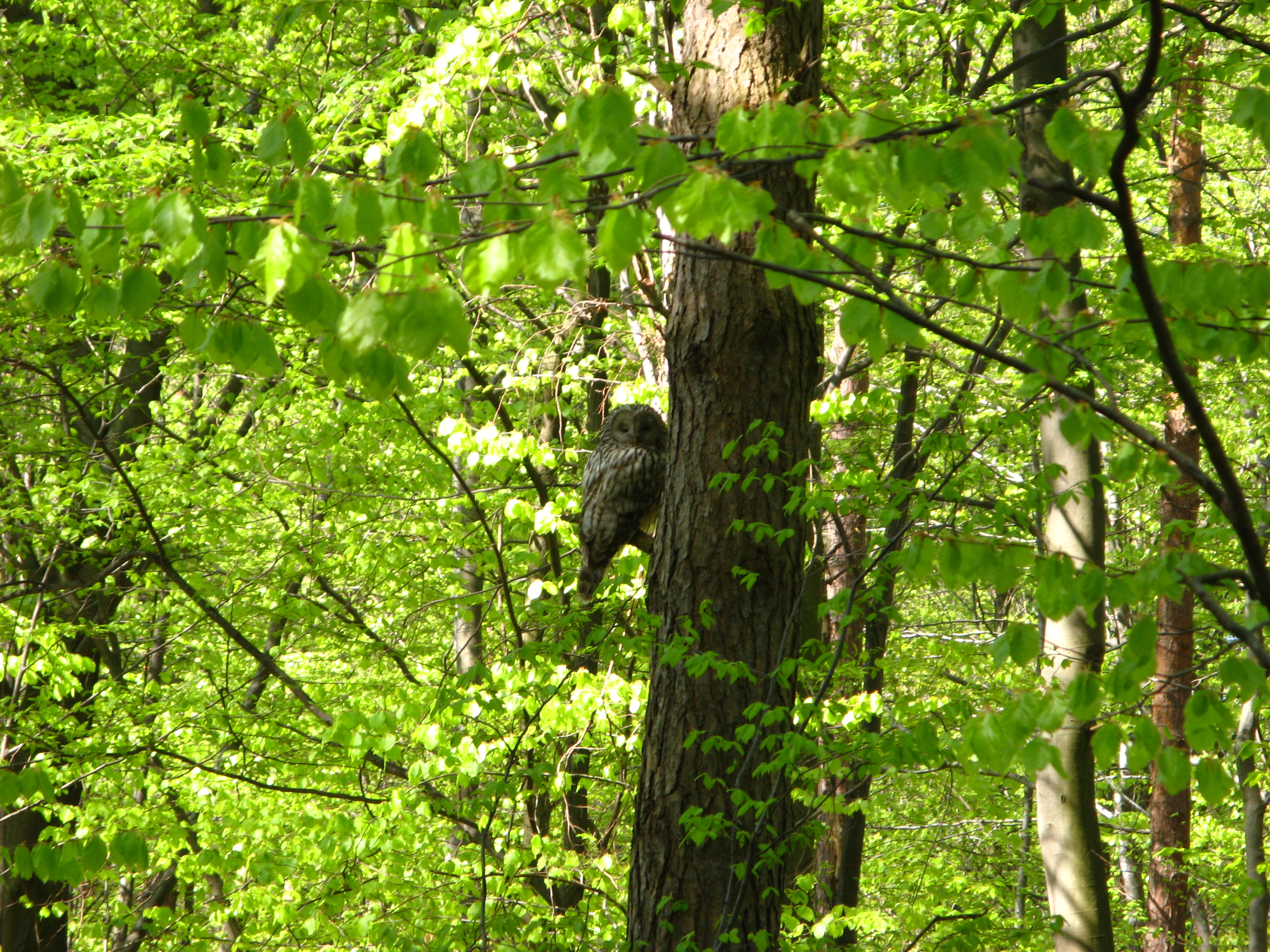
Сова в лісі біля Крехова
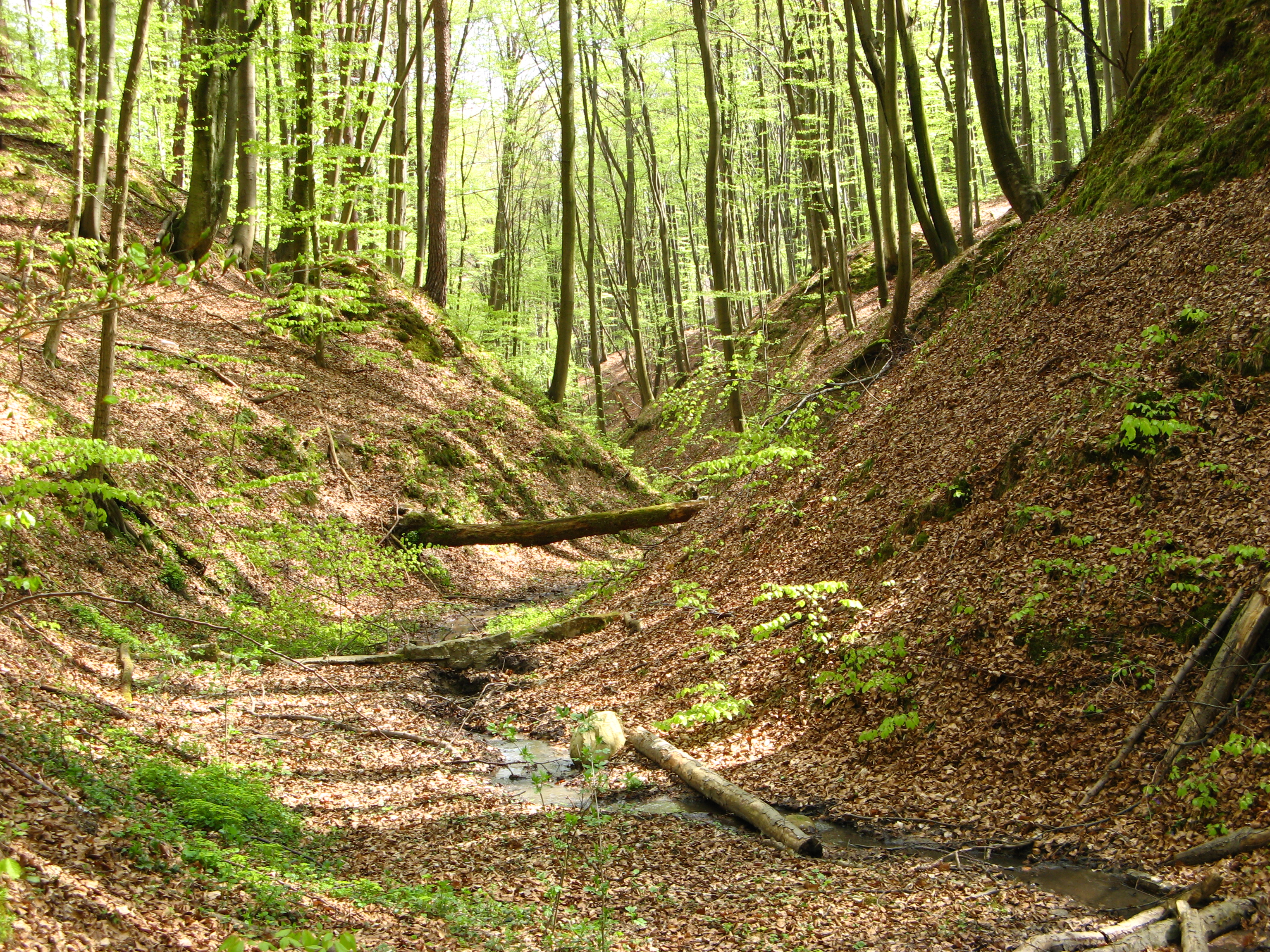
Лісова балка біля Фійни
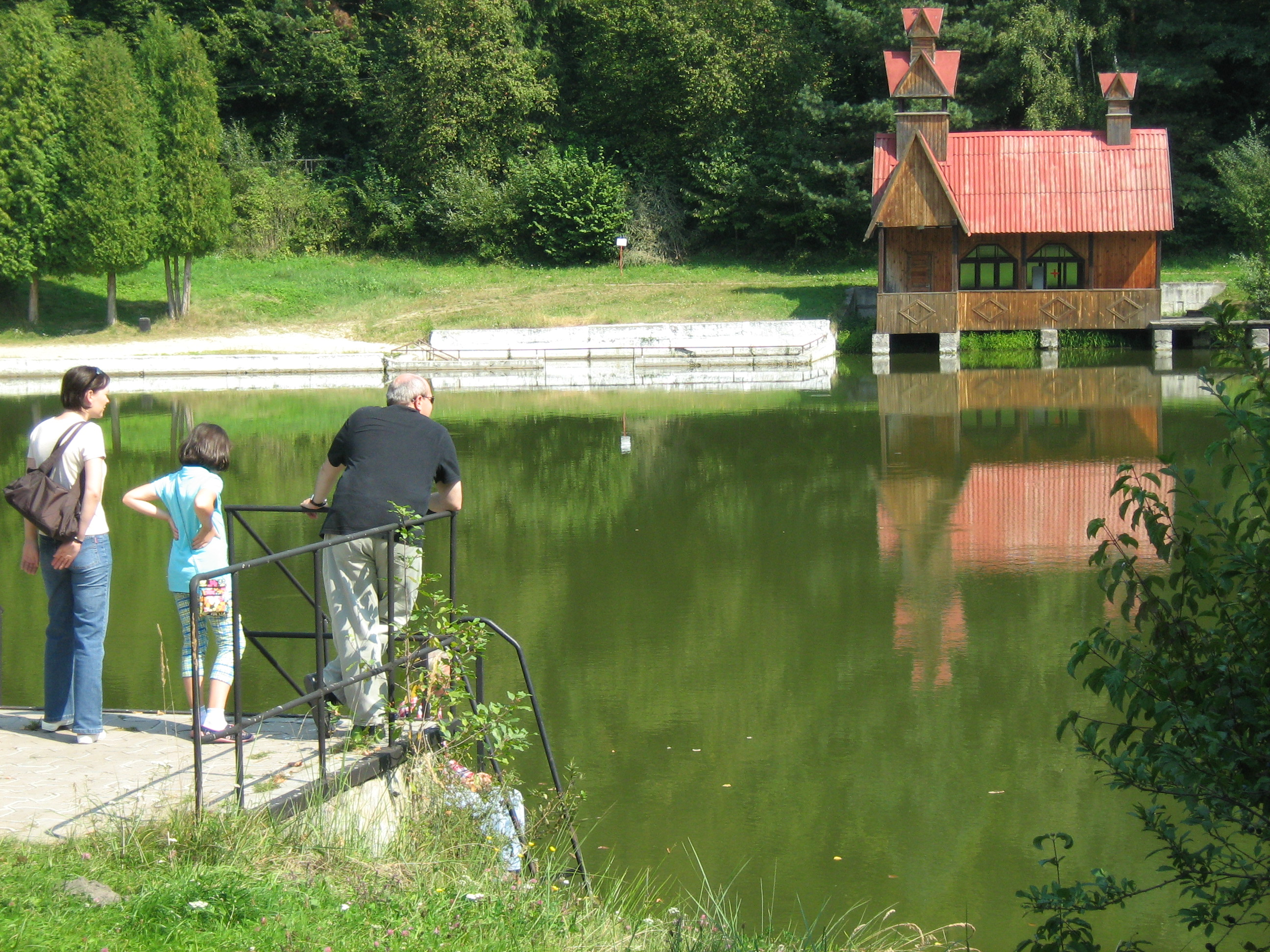
База відпочинку в Майдані